# 第6回IBAF女子ワールドカップ日本代表
第6回IBAF女子ワールドカップ日本代表は、2014年9月1日 - 7日に開催された第6回IBAF女子ワールドカップに出場した女子野球日本代表である。

## 概要
プロ・アマ混成による代表チームで、JWBLおよびクラブ・大学のチームに所属する20名を選出。

### 選考・招集
第1回
- 選考方式：トライアウト
- 期間と場所：2013年11月30日 – 12月1日、駒澤大学硬式野球部グラウンド（東京都世田谷区）
- 主催：特定非営利活動法人 日本女子野球協会
- 後援：日本野球連盟（JABA）

第2回・追加
- 期間：5月10日 – 11日
- 内容：プロ選手追加招集、強化合宿、候補32名から22名に絞る。

追加（1名）
最終候補決定（5月12日）
登録選手公表（8月8日）

### 主な日程
- 2月22日 – 23日（合同自主トレ, JR東日本野球部グラウンド(千葉県柏市)）
- 4月12日 – 13日（強化試合, 行田総合公園野球場(埼玉県行田市), 対 ヴィーナスリーグ関東選抜）
- 5月10日 – 11日（強化合宿・試合, 環太平洋大学赤坂グラウンド(岡山県赤磐市), 対 中四国選抜, 対 関西選抜）
- 6月28日 – 29日（強化合宿・試合, サンマリンスタジアム宮崎(宮崎県宮崎市), 対 九州選抜, 対 JWBL選抜, 対 JWBL U-22選抜）[5]
- 8月7日 – 9日（強化合宿, 坊っちゃんスタジアム・マドンナスタジアム(愛媛県松山市)
- 8月29日 – 31日（直前調整合宿, サンマリンスタジアム宮崎）

## 編成
|        | 背番 | 氏名       | 英語表記       | プロ | 所属                   | 投 | 打 | 備考               |
| ------ | ---- | ---------- | -------------- | ---- | ---------------------- | -- | -- | ------------------ |
| 監督   | 30   | 大倉孝一   | Koichi Ohkura  |      |                        |    |    |                    |
| コーチ | 51   | 清水稔     | Minoru Shimizu |      |                        |    |    |                    |
| 投手   | 10   | 新宮有依   | Yui Shingu     |      | 侍                     | 右 | 左 |                    |
| 投手   | 11   | 中島梨紗   | Risa Nakashima | ○    | イースト・アストライア | 右 | 右 |                    |
| 投手   | 15   | 吉井萌美   | Moemi Yoshii   |      | 平成国際大学           | 左 | 左 |                    |
| 投手   | 16   | 磯崎由加里 | Yukari Isozaki |      | 侍                     | 右 | 右 |                    |
| 投手   | 18   | 里綾実     | Ayami Sato     | ○    | ノース・レイア         | 右 | 右 |                    |
| 投手   | 26   | 矢野みなみ | Minami Yano    | ○    | ウエスト・フローラ     | 右 | 右 |                    |
| 投手   | 77   | 笹沼菜奈   | Nana Sasanuma  |      | 平成国際大学           | 左 | 左 |                    |
| 捕手   | 2    | 西朝美     | Tomomi Nishi   |      | AFB TTR                | 右 | 右 |                    |
| 捕手   | 12   | 中村茜     | Akane Nakamura | ○    | ウエスト・フローラ     | 右 | 左 |                    |
| 内野手 | 1    | 厚ヶ瀬美姫 | Miki Atsugase  | ○    | イースト・アストライア | 右 | 左 |                    |
| 内野手 | 6    | 出口彩香   | Ayaka Deguchi  |      | 尚美学園大学           | 右 | 右 |                    |
| 内野手 | 19   | 石田悠紀子 | Yukiko Ishida  |      | 新波                   | 右 | 両 |                    |
| 内野手 | 23   | 川端友紀   | Yuki Kawabata  | ○    | イースト・アストライア | 右 | 左 |                    |
| 内野手 | 36   | 六角彩子   | Ayako Rokkaku  |      | 侍                     | 右 | 右 |                    |
| 内野手 | 55   | 金由起子   | Yukiko Kon     |      | ホーネッツ・レディース | 右 | 右 |                    |
| 内野手 | 86   | 平賀愛莉   | Airi Hiraga    |      | 平成国際大学           | 右 | 右 |                    |
| 内野手 | 96   | 兼子沙希   | Saki Kaneko    |      | 平成国際大学           | 右 | 右 |                    |
| 外野手 | 3    | 三浦伊織   | Iori Miura     | ○    | ウエスト・フローラ     | 左 | 左 |                    |
| 外野手 | 8    | 志村亜貴子 | Akiko Shimura  |      | アサヒトラスト         | 右 | 右 |                    |
| 外野手 | 7    | 寺部歩美   | Ayumi Terabe   |      | 尚美学園大学           | 右 | 右 | 登録は外野手・捕手 |

## 対戦結果とタイトル

### 対戦結果
国・地域およびスコアの表記はビジター 対 ホームとする。
グループA
- 第1戦（9月1日）オーストラリア 0 - 14 日本（5回コールド）
- 第2戦（9月2日）日本 19 - 0 香港（5回コールド）
- 第3戦（9月3日）ベネズエラ 0 - 14 日本（5回コールド）

グループC
- 第4戦（9月5日）カナダ 2 - 12 日本（5回コールド）
- 第5戦（9月6日）アメリカ 0 - 1 日本

決勝戦
- 決勝戦（9月7日）アメリカ 0 - 3 日本（大会4連覇）

6勝0敗0分

### タイトル
個人タイトル
- MVP - 里綾実
- 最優秀防御率 - 笹沼菜奈

ベストナイン
- 先発投手 - 笹沼菜奈
- 遊撃手 - 厚ヶ瀬美姫
- 外野手 - 志村亜貴子、三浦伊織